# Witali Tkatschenko
Witali Tkatschenko (* 13. September 1937) ist ein ehemaliger sowjetischer Radrennfahrer und nationaler Meister im Radsport.

## Sportliche Laufbahn
1962 und 1967 gewann Tkatschenko das Etappenrennen Krim-Rundfahrt. 1964 siegte er in der nationalen Meisterschaft im Einzelzeitfahren.
1967 fuhr er die Internationale Friedensfahrt und kam auf den 16. Gesamtrang. 1966 bestritt er das Milk Race, 1967 die Polen-Rundfahrt (5. Platz).